# KZ Ebensee

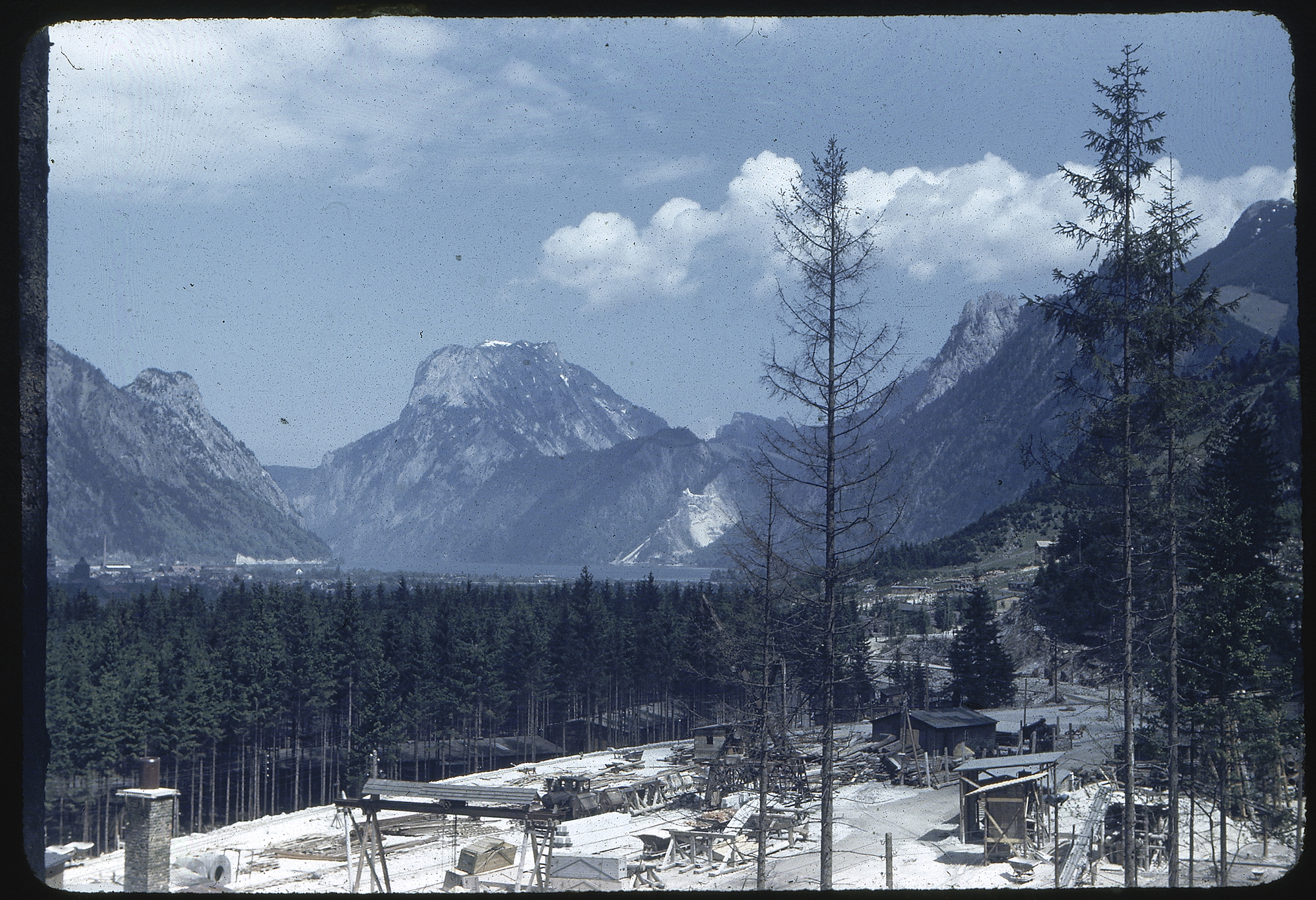
KZ Ebensee 1945

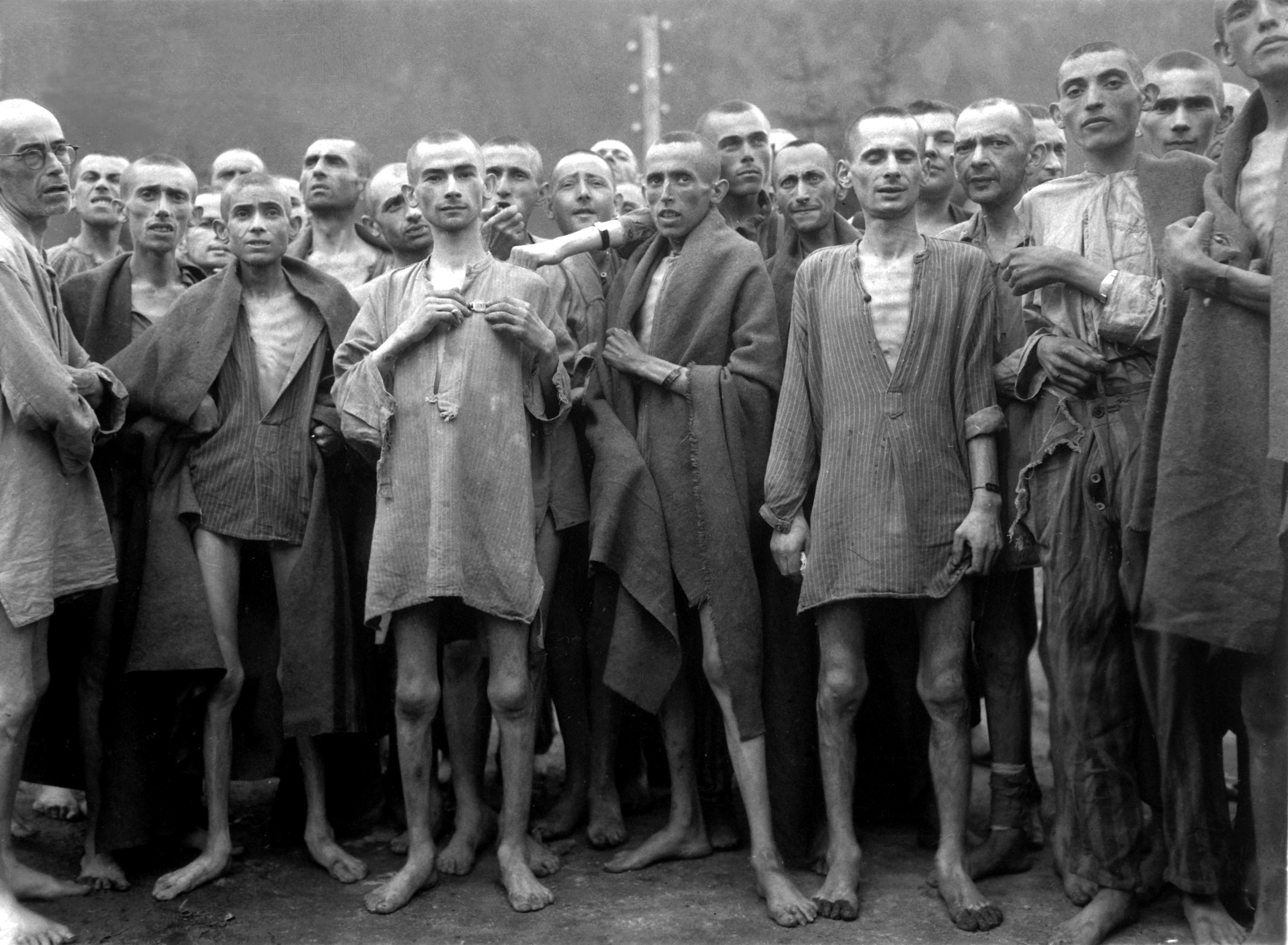
Gefangene des Konzentrationslagers nach der Befreiung, Aufnahme vom 7. Mai 1945

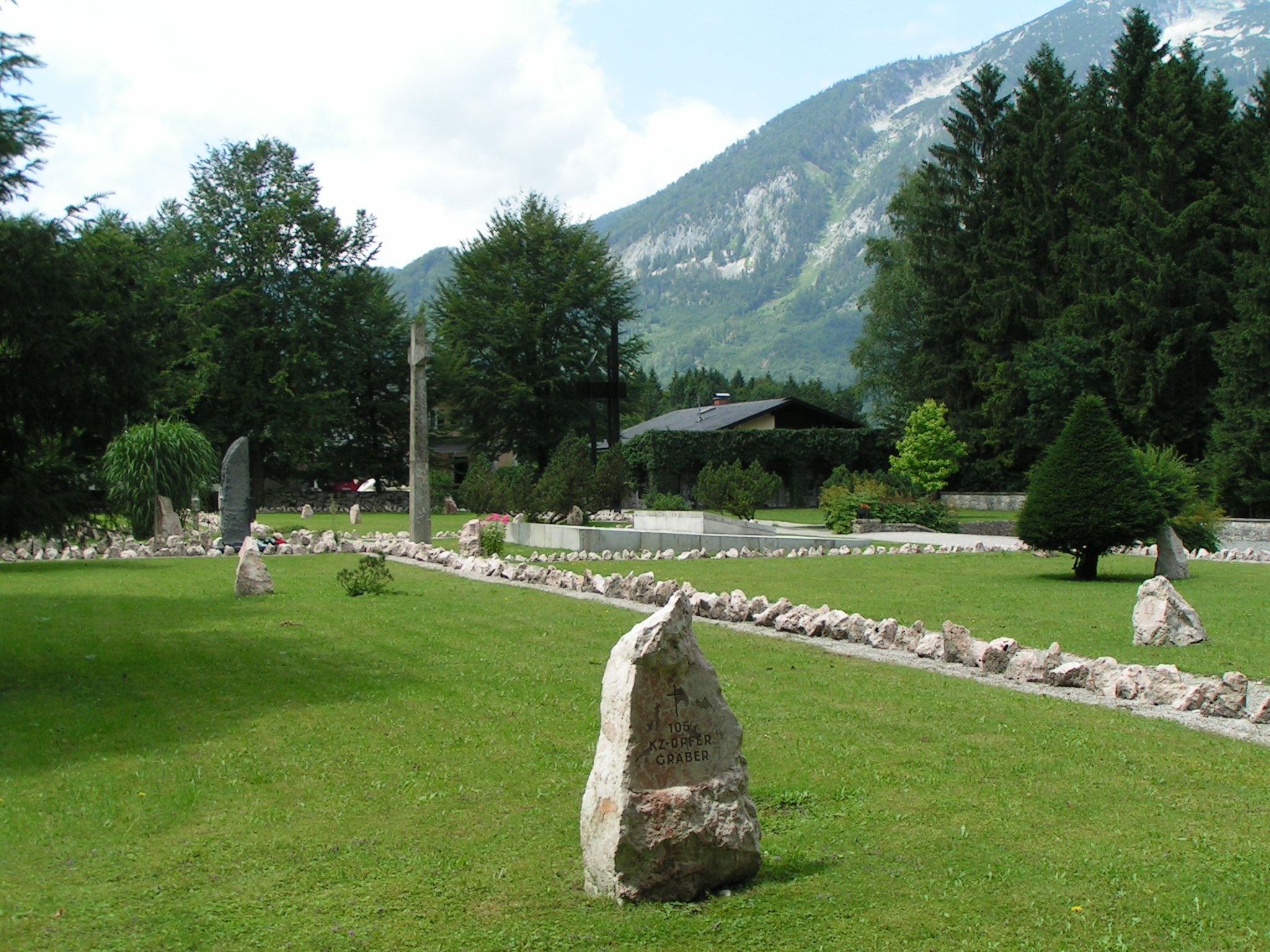
KZ-Gelände 2005

Das KZ Ebensee war ein Außenlager des KZs Mauthausen in der Gemeinde Ebensee in Oberösterreich.
Die Häftlinge im KZ Ebensee wurden eingesetzt, um Stollen und Kavernen für die unterirdische Produktion von Raketen in den Berg zu treiben.

## Geschichte des Lagers
Das Nebenlager Ebensee wurde auf Befehl Hitlers erbaut, nachdem in der Nacht vom 17. auf den 18. August 1943 die wichtigsten Produktionsstätten für die V2-Raketen durch britische Luftangriffe auf die Heeresversuchsanstalt Peenemünde in der „Operation Hydra“ zerstört worden waren. Hitler verlangte von seinem Rüstungsminister Speer, dass die Produktionsstätten in unterirdische Stollen (z. B. die Stollenanlage im Kohnstein bei Nordhausen) verlegt werden sollten.
Das Fertigungswerk und weitere Anlagen sollten daher aus Peenemünde verlagert werden. Im September erhielt Kammler den Auftrag für eine Stollenanlage bei Ebensee für das Peenemünder Raketen-Entwicklungswerk.
Der Rüstungsrat beschloss, dafür Tunnel am Hochkogel und Erlakogel oberhalb des Traunsees anlegen zu lassen. Als Arbeitskräfte sollten ebenso wie bei den Stollen bei Nordhausen Tausende von KZ-Häftlingen eingesetzt werden.
Am 8. November 1943 wurden die ersten Häftlinge in die Nähe der Ortschaft Ebensee verlegt, um Häftlings- und Werkstättenbaracken zu bauen. Als Tarnnamen für diese KZ-Anlagen wurden „Zement“, „Kalksteinwerke“, „Solvay“, „Dachs II“ oder „Taube I“ gewählt. Die Häftlinge mussten innerhalb kürzester Zeit die Stollen bis zu 250 Meter in den Berg treiben. Das gesamte Stollensystem war durch ein Schienensystem untereinander verbunden.
Da sich bei den Arbeiten jedoch immer wieder Verzögerungen ergaben, wurde im Sommer 1944 der Plan, das Raketen-Entwicklungswerk von Peenemünde in die Alpen zu verlagern, fallengelassen.
Stattdessen entschied man im Rüstungsministerium, die unterirdische Anlage in Ebensee zur Produktion des Aggregats 9 (A9) sowie von technischen Bauteilen für Panzer und für eine Raffinerie zu nutzen. Ende 1944 wurde mit dem Bau der Schmierölraffinerieanlage begonnen, die dann auch im Februar 1945 die Produktion aufnahm. Im Frühjahr 1945 wurden in der Anlage B noch Motoren für Panzer und Flugzeuge hergestellt.
Nach der Zerstörung des Bahnhofs in Attnang-Puchheim am 21. April 1945 wurde die sogenannte „Todeskolonne“ täglich teils per Viehwagen, teils zu Fuß zum Bahnhof transportiert, um ihn wieder aufzubauen.
Von der Errichtung im November 1943 bis zur Befreiung im Mai 1945 starben im KZ Ebensee 8.745 Häftlinge. Ende April 1945 gab es 18.437 Häftlinge in Ebensee. Einen Tag vor der Befreiung des Lagers, am 5. Mai 1945, versuchte der Lagerkommandant noch, die Häftlinge in die Stollen zu treiben und sie dort zu ermorden. Sie leisteten allerdings so stark Widerstand, dass der Lagerkommandant das Vorhaben fallen ließ.

### Befreiung des Lagers
Am 6. Mai 1945 wurde das Lager Ebensee von Soldaten der 80th Infantry Division, einer Division der 3. US-Armee, befreit.
Benjamin Ferencz beobachtete hier, wie befreite Häftlinge einen KZ-Wärter zusammenschlugen und ihn lebend im Krematorium verbrannten.

### Geschichte nach der Befreiung
Nach der Befreiung wurde auf dem Gelände des Konzentrationslagers ein DP-Lager eingerichtet für jüdische so genannte „Displaced Persons“. Aufgrund von Spannungen zwischen den polnischen und den jüdischen Lagerbewohnern wurden die meisten jüdischen DPs nach Bad Gastein verlegt.
1947 veranlasste und finanzierte Hilda Lepetit den Bau eines Denkmals nach einem Entwurf des Ebenseer Architekten Karl Winter. 1950 wurde rings um das Denkmal der neue KZ-Friedhof nach Plänen von Hans Foschum, Architekt und Oberbaurat der Oö. Landesbaudirektion, angelegt.
1990 wurde auf einem kleinen Teil des Geländes, welches die Massengräber, die Krankenstation sowie das Krematorium des ehemaligen Konzentrationslagers beinhaltet, eine Gedenkstätte eingerichtet. Das restliche Gelände wurde im Laufe der Zeit, ohne Rücksicht auf die Geschehnisse, mit Einfamilienhäusern bebaut.
2001 wurde diese Gedenkstätte um das Zeitgeschichte Museum Ebensee, welches sich im Ort Ebensee befindet, erweitert. Dort wird die Geschichte Österreichs und der Region vom im Zeitraum von 1918 bis 1955 behandelt. Weiters verfügt das Dokumentationszentrum über die öffentlich zugängliche Zeitgeschichtebibliothek, die Opfer- und Überlebendendatenbanken, Zwangsarbeiterkarteien und zeitgenössische Dokumente wie Fotos führt. Auf dem Gelände befindet sich auch der Opferfriedhof für verstorbene KZ-Häftlinge.
Auch in der italienischen Partnerstadt Ebensees, Prato, von wo viele ehemalige Häftlinge stammen, existiert ein Deportations- und Widerstandsmuseum.
Am 9. Mai findet jährlich der Gedenktag für die Opfer des KZ Ebensee statt, an dem auch Überlebende anwesend sind. Dabei kam es 2009 zu einem Vorfall, bei dem vier Jugendliche die Anwesenden mit Airsoft-Waffen beschossen und Hitlerrufe skandierten.
Am 1. Dezember 2010 wurden drei der Beteiligten zu Haftstrafen wegen Wiederbetätigung verurteilt, die zur Bewährung ausgesetzt wurden.

## Lagerleben

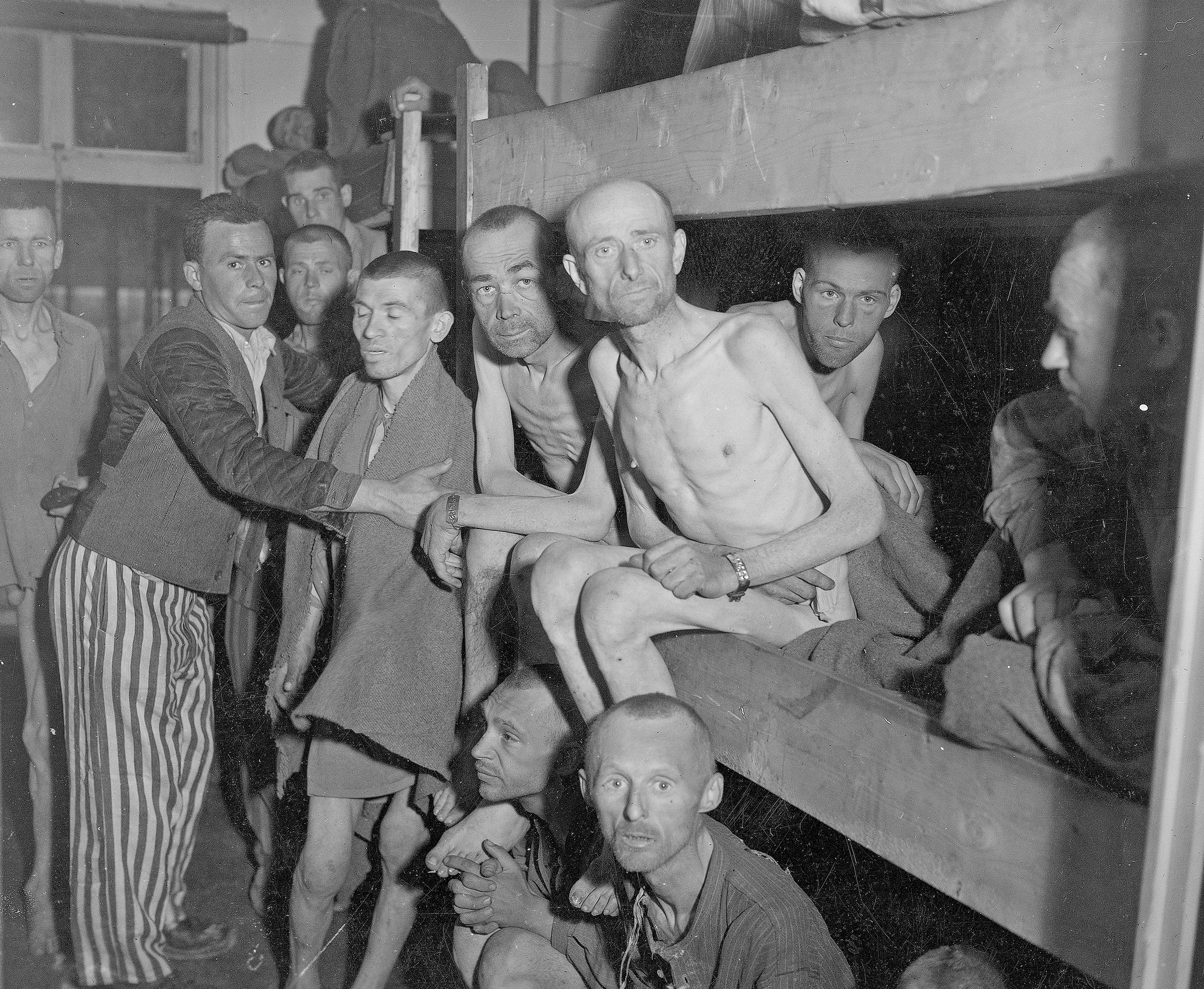
Überlebende des KZ Ebensee, aufgenommen von einem US-Soldaten bei der Befreiung

Die Lebensbedingungen in Ebensee waren schlechter als in den meisten anderen Nebenlagern. Ankommende Häftlinge wurden teils zwei Wochen in Quarantäne gehalten, um sie psychisch und physisch zu brechen. Besonders die vielen italienischen Häftlinge, die nach dem Generalstreik im März 1944 in Italien deportiert wurden, hatten zu leiden, da sie sowohl von kommunistischen Mitgefangenen als Faschisten als auch von den Nationalsozialisten als Verräter angesehen wurden. Von 955 italienischen Gefangenen starben 512.
Während des langen Winters von November 1943 bis Juni 1944, als erst die letzten Schneereste verschwanden, mussten die Häftlinge zum Teil barfuß bleiben, da es nicht genug Schuhe gab. Die Häftlinge waren auch sonst mehr als unzureichend bekleidet. Hinzu kam, dass sie täglich zehn bis zwölf Stunden in den Stollen arbeiten mussten. Die Arbeit in den Stollen wurde von den Aufsehern auch als Repressionsmaßnahme angeordnet. Nahrungsrationen wurden nur unzureichend ausgegeben, die durchschnittliche Tagesration betrug etwa 700 kcal.
Der leitende SS-Offizier, Otto Riemer, war als Trinker und Sadist bekannt, der es genoss, Häftlinge zu foltern und zu töten. Außerdem wurde im Lager eine auf Menschen abgerichtete Dogge „Lord“ gehalten, die mehrmals Häftlinge zerfleischte.
Ein polnischer ehemaliger Häftling, Ladislaus Zuk, lebte bis zu seinem Tod im Jahr 2016 in Ebensee und war als Zeitzeuge bei Führungen tätig.

## Bekannte Häftlinge
- Roberto Castellani, italienischer Überlebender der Konzentrationslager Mauthausen und Ebensee
- Curt Mezger
- Mario Piccioli, italienischer Überlebender der Konzentrationslager Mauthausen, Ebensee und Linz III
- Italo Tibaldi, italienischer Überlebender der Konzentrationslager Mauthausen und Ebensee
- Manevich, Lev Yefimovich, sowjetischer Militärgeheimdienstoffizier, Oberst, Held der Sowjetunion, starb kurz nach der Befreiung, Mitglied Aufstandsgruppe
- Victor Penzer polnischer Widerstandskämpfer, später Arzt, Zahnarzt und Bürgerrechtler in den USA

## Filme
- Luci nel Buio (Lichter im Dunkel). Dokumentarfilm 2003, Regie: Gabriele Cecconi. Dokumentarfilm über das Leben des KZ-Ebensee Häftlings Roberto Castellani.
- Stollen in den Dachsteinkalk. Das NS-Rüstungsprojekt und das KZ Ebensee, Dokumentarfilm 2022. Buch und Regie: Andreas Kurz.
- Wege nach Ebensee. Die Geschichte des Ladislaus Zuk. Ebensee: Ein Film von Philipp Brückschlögll und Andreas Schmoller, 2009 (64 min).